# Wawrów (stacja kolejowa)
Wawrów – kolejowa stacja towarowa na linii kolejowej nr 203 na granicy Gorzowa Wielkopolskiego i wsi Czechów, w gminie Santok w powiecie gorzowskim w województwie lubuskim, w Polsce.
W przypadku elektryfikacji linii kolejowej nr 203 planuje się w tym miejscu budowę nowego przystanku osobowego.